# Louis Roels
Louis „Lode“ Roels (* 12. August 1912 in Hamme; † 17. September 1984 in Dendermonde) war ein belgischer Radrennfahrer.
1929 wurde Louis Roels Belgischer Straßenmeister der Junioren; 1934 holte er den Titel in der Elite-Klasse vor Émile Bruneau. 1934 gewann er das Rennen Ronde van Limburg. Er wurde vom Verband für die UCI-Straßen-Weltmeisterschaften 1934 in Leipzig gemeldet, jedoch am Vorabend des Rennens zugunsten des 20-jährigen Karel Kaers ausgebootet, der dann Weltmeister wurde. Dieser Vorgang kränkte Roels derart, dass er im Jahr darauf, mit 23 Jahren, seine Profi-Karriere beendete.
Roels heiratete eine vermögende Frau und begründete erfolgreich eine Firma für Feuersteine. Laitem/Hamels: „Zijn vorm van revanche“ (niederl. = „Seine Form der Rache“).